# 风险证券化
风险证券化指对于在一定时间区间内发生的不确定、但在总体上具有某种确定的事件，将其作为保险标的，通过出售与之相对应的证券化的金融产品在全国乃至全世界分散这种风险的金融手段。